# Hermann Fehringer
Hermann Fehringer, född 8 december 1962, är en friidrottare från Österrike. Han deltog vid olympiska sommarspelen 1988 och olympiska sommarspelen 1992.